# NORCECA Final Four maschile 2022
La NORCECA Final Four 2022, 1ª edizione dell'omonima competizione maschile di pallavolo, si è svolta dal 3 giugno al 5 giugno 2022: al torneo hanno partecipato quattro squadre nazionali nordamericane e la vittoria finale è andata per la prima volta a Cuba.

## Impianti
|                                                                          |  |  |
|                                                                          |  |  |
| Sala 19 de Noviembre Città: Pinar del Río Capienza: ? Anno d'apertura: ? |  |  |

## Regolamento

### Formula
Le squadre hanno disputato un'unica fase con formula del girone all'italiana.

### Criteri di classifica
Se il risultato finale è stato di 3-0 sono stati assegnati 5 punti alla squadra vincente e 0 a quella sconfitta, se il risultato finale è stato di 3-1 sono stati assegnati 4 punti alla squadra vincente e 1 a quella sconfitta, se il risultato finale è stato di 3-2 sono stati assegnati 3 punti alla squadra vincente e 2 a quella sconfitta.
L'ordine del posizionamento in classifica è stato definito in base a:
- Numero di partite vinte;
- Punti;
- Ratio dei punti realizzati/subiti;
- Ratio dei set vinti/persi;
- Risultati degli scontri diretti.

## Squadre partecipanti
| Squadra         | Qualificazione      | Ultima partecipazione |
| --------------- | ------------------- | --------------------- |
| Cuba            | Paese organizzatore | Debutto               |
| Messico         | -                   | Debutto               |
| Porto Rico      | -                   | Debutto               |
| Rep. Dominicana | -                   | Debutto               |

## Torneo

### Risultati
| 3 giugno 2022 Sala 19 de Noviembre, Pinar del Río Durata: 2h:47 - Spettatori: 200 | Porto Rico      | 2 - 3 | Messico         | 24-26, 25-21, 24-26, 25-15, 15-17 |
| 3 giugno 2022 Sala 19 de Noviembre, Pinar del Río Durata: 1h:22 - Spettatori: 200 | Cuba            | 3 - 0 | Rep. Dominicana | 25-16, 25-13, 25-23               |
| 4 giugno 2022 Sala 19 de Noviembre, Pinar del Río Durata: 2h:24 - Spettatori: 300 | Porto Rico      | 2 - 3 | Rep. Dominicana | 23-25, 25-16, 22-25, 25-23, 14-16 |
| 4 giugno 2022 Sala 19 de Noviembre, Pinar del Río Durata: 1h:20 - Spettatori: 300 | Messico         | 0 - 3 | Cuba            | 15-25, 21-25, 17-25               |
| 5 giugno 2022 Sala 19 de Noviembre, Pinar del Río Durata: 2h:38 - Spettatori: 350 | Rep. Dominicana | 3 - 2 | Messico         | 25-22, 23-25, 25-22, 22-25, 15-9  |
| 5 giugno 2022 Sala 19 de Noviembre, Pinar del Río Durata: 1h:20 - Spettatori: 400 | Cuba            | 3 - 2 | Porto Rico      | 25-18, 25-16, 25-21               |

### Classifica
| Pos. | Squadra         | Pt | G | V | P | SV | SP | Ratio | PF  | PS  | Ratio |
| ---- | --------------- | -- | - | - | - | -- | -- | ----- | --- | --- | ----- |
| 1.   | Cuba            | 15 | 3 | 3 | 0 | 9  | 0  | MAX   | 225 | 160 | 1,406 |
| 2.   | Rep. Dominicana | 6  | 3 | 2 | 1 | 6  | 7  | 0,857 | 267 | 287 | 0,930 |
| 3.   | Messico         | 5  | 3 | 1 | 2 | 5  | 8  | 0,625 | 261 | 298 | 0,875 |
| 4.   | Porto Rico      | 4  | 3 | 0 | 3 | 4  | 9  | 0,444 | 277 | 285 | 0,971 |

## Classifica finale
| Pos     | Squadra         | Rosa |
| ------- | --------------- | --- |
| Oro     | Cuba            | Formazione: 2 Melgarejo, 3 Cárdenas, 4 Sánchez, 5 Concepción, 6 Thondike, 7 García, 9 Osoria, 10 M. Gutiérrez, 11 Taboada, 14 Goide, 17 Alonso, 18 López, 22 J. Gutiérrez, 23 Yant, CT: Vives |
| Argento | Rep. Dominicana | Formazione: 1 Tapia, 2 Reinoso, 4 Hernández, 5 Florián, 6 Méndez, 8 López, 9 Turbides, 10 Torres, 12 Almonte, 13 Matos, 14 Ramírez, 15 Rosario, 18 Ortiz, 19 Cruz, CT: Gutiérrez              |
| Bronzo  | Messico         | Formazione: 1 Mendoza, 3 Bravo, 6 López, 7 González, 8 Mendoza, 9 Téllez, 11 J. Sandoval, 12 Fuentes, 14 Martínez, 15 Aranda, 16 Chávez, 18 Sanay, 22 Domínguez, 25 E. Sandoval, CT: Azair    |
| 4       | Porto Rico      | Formazione: 1 Pacheco, 2 Hoyos, 3 Torres, 7 Iglesias, 9 Molina, 10 Meléndez, 12 Cabrera, 14 Vargas, 17 Alomar, 18 Elías, 19 Fernández, 20 Fiorentino, CT: de Jesús                            |

|  | Qualificata alla Volleyball Challenger Cup 2023 |

## Premi individuali
| Premio                | Nome               | Squadra         |
| --------------------- | ------------------ | --------------- |
| MVP                   | Miguel Gutiérrez   | Cuba            |
| Miglior realizzatore  | Henry López        | Rep. Dominicana |
| Miglior servizio      | Henry López        | Rep. Dominicana |
| Miglior difesa        | Arnel Cabrera      | Porto Rico      |
| Miglior ricevitore    | Arnel Cabrera      | Porto Rico      |
| Miglior palleggiatore | Arturo Iglesias    | Porto Rico      |
| Miglior opposto       | Miguel Gutiérrez   | Cuba            |
| Miglior schiacciatore | Marlon Yant        | Cuba            |
| Miglior schiacciatore | Wilfrido Hernández | Rep. Dominicana |
| Miglior centrale      | Antonio Elías      | Porto Rico      |
| Miglior centrale      | Roamy Alonso       | Cuba            |
| Miglior libero        | Arnel Cabrera      | Porto Rico      |